# Lucas Hayward
Lucas Hayward (* 26. April 1986 in Wellington, Neuseeland) ist ein neuseeländischer Schauspieler.
Er spielte in den Jahren 2002 bis 2003 die Rolle des „Sammy“ in 86 Folgen der neuseeländischen Fernsehserie The Tribe.

## Filmografie
- 2002–2003: The Tribe – Eine Welt ohne Erwachsene
- 2002: Herr Der Ringe – Die zwei Türme
- 2003: Revelations